# Margaret Mylne
Margaret Mylne (née Thomson, Colinton, 2 de diciembre de 1806–Londres, 15 de enero de 1892) fue una escritora y sufragista escocesa. Fue una de las firmantes en la petición a favor del sufragio femenino en 1866, presentado a la Cámara de los Comunes.

## Biografía
Mylne Thomson nació en 1806, en Colinton, Midlothian, siendo hija del médico John Tomson de Edinburgo y Margaret Millar. Contrajo matrimonio con John Millar Mylne en 1843, en la ciudad de Edinburgo, y tuvieron dos hijas. Posteriormente la familia se mudó a Londres.

## Escritora
En 1841, Mylne publicó un artículo en Westminster Reviw  sobre la 'Mujer y su Posición Social' bajo el seudónimo de P.M.Y.  Exploró el progreso hacia la igualdad de género en la civilización occidental, y pidió que las mujeres ejercieran sus valores ciudadanos para que se les otorgaran el derecho a voto:
"Tan pronto como entendí los beneficios esperados de una franquicia de £10 libras, comencé a desear que las mujeres dueñas de casa también lo tuvieran, pensando que era justo", escribió.
Mylne volvió a publicar el artículo con su nombre real en 1872, donde reiteró su apoyo al sufragio femenino.

## Familia
Su hermano menor se llamaba Allen Thomson y tuvo un hermanastro llamado William Thomson, que había nacido en el primer matrimonio de su padre. Su abuelo paterno fue John Millar de Glasgow.